# Фомин, Евгений Павлович
Евгений Павлович Фомин (27 декабря 1910, Каховка, Таврическая губерния — 5 ноября 1942, Бабий Яр) — украинский советский поэт. Расстрелян оккупантами в Бабьем Яру в 1942 году.

## Биография
Родился в 1910 году в местечке Каховка. Отец будущего поэта — мастер сельскохозяйственных машин, был человеком образованным, интересовался литературой и сам писал стихи на революционную тематику, которые печатались в нелегальных рабочих газетах.
В 11 лет остался круглым сиротой: отец, который возглавлял коммунистический партизанский отряд на Херсонщине, был расстрелян кайзеровцами в 1919 году. Мать умерла через два года.
Три года жил беспризорником и в 1924 году попал в херсонский детский дом, где начал писать стихи.
Осенью 1926 года стал известен после чтения на вечере посвящённом памяти Сергея Есенина своего стихотворения «На смерть Есенина». Его выступление вызвало бурю аплодисментов.
В 1927 году в РАППовском журнале «Молодняк» было напечатано его стихотворение «Гроза», и в этом же году был издан сборник его стихов.
Вначале учился на рабфаке при Харьковском сельскохозяйственном институте, затем поступил в Харьковский Педагогический институт, но обучение не закончил бросив институт на последнем курсе. По свидетельству знавших поэта, ему было не легко порвать с прошлой жизнью беспризорника и знакомыми урками, которых в своих произведений он назвал «упорными и вредными блатными».
В 1935 году переехал в Киев, где много писал, активно занимался переводческой деятельностью, выступал с рецензиями и литературно-критическими статьями.

### Великая Отечественная война
С началом Великой Отечественной войны поэт с семьёй был эвакуирован в Уфу, где писал стихи вошедшие позже в сборник «Кровь за кровь» (издан в 1942 году).
Весной 1942 года добровольцем ушёл на фронт, был фронтовым корреспондентом.
Летом 1942 года, работая в прифронтовой зоне Донбасса, оказался в окружении. Нелегально перебрался в Киев, где жил у знакомых.
Был выдан гестапо, арестован. На предложение сотрудничества с оккупационной администрацией не согласился.
5 ноября 1942 года расстрелян в Бабьем Яру.

## Творчество
Вновь остались мы одни в степи,

Вновь блестели луж зеркала,

И, казалось, словно пёс на цепи,

Тень за нами брела.
Писать стихи начал ещё в отрочестве в детском доме.
В 1927 году в литературном журнале «Молодняк» был напечатан его первый стих «Гроза», написанный ещё в 1924 году.
Тогда же в 1927 году вышел первый сборник 16-летнего поэта «Стихотворения», в который вошли в том числе стихотворения «На смерть Есенина», «Мещанской девушке», «Любовь в детдоме».
Критики отмечали, что стиль первых стихов поэта испытал влияние Сергея Есенина, Максима Рыльского (которого поэт считал своим учителем и которому в 1940 году посвятил свою шестистрочную миниатюру «Радость» о смысле творчества), Павла Тычины.
Особенно выделяется его стихотворение «Мещанской девушке», которое по словам Н. И. Братана «более сродни сосюринськой лирике»:
Электричества свет целует браслет,
Ей мало, что я — комсомольский поэт…Оригинальный текст (укр.) Електрики світло цілує браслет,
Їй мало, що я - комсомольський поет…
Затем последовали поэма «Трипольская трагедия» (1929), и раскритикованный «Литературной газетой» сборник «Заседание героев» (1932).
В 1934 году напечатана отдельной книгой поэма «Павлик Морозов».
В 1935 году пишет поэму «Мичурин» — одно из лучших крупных произведений поэта, которую литературный критик Л. Новиченко позже поставит в один ряд с созданными эпическими образами человека труда в поэмах «Учительница» К. Герасименко и «Урожай» А. Малышко.
В 1938 году выходит сборник «Лирика». При лирической мощи всех стихов сборника, наиболее сильным исследователь творчества поэта Н. И. Братан считал задумчивое и грустное стихотворение «Мать». Это самое полное произведение поэта о матери, хотя упоминания встречаются во многих стихах, а монументальный образ матери изобразил в стихотворении «Вздох над колыбелью» (1930).
В руке её тонкой как месяц, серп горел.
 Горел, пылая жгущею слезою.

Давно как это было!.. Вырос, взматерел.
 Забыл, что ты упала, свалена бедою.

Когда проснулся — сиянием пылал восход.
 К нему тянулся распевая тополь…

Уже потом я понял — мамин милый вид могу
 увидеть только лишь средь поля.
Як це давно було!.. Я виріс і змужнів. Забув, що впала ти, повалена бідою.

Коли прокинувся - палав промінням схід. До нього гнулася, співаючи, тополя…

Как колыбельная отца сыну в 1938 году написана поэма для детей «Дворец» в которой счастливое детство советской детворы сопоставляется «тяжёлое, безрадостное и темное» прошлое и современную «солнечную жизнь в Дворце» — советской стране, где детвора освобождена от прошлого несправедливого мира — «…Мечта желанная моя осуществилась в детстве сына». В поэме отражено реальное событие — открытие Дворца пионеров в Киеве и рождение сына поэта.
На современные события поэт пишет в 1940 году стихотворения «Ветер с востока» и «Вы вольны тоже» — о присоединение к «новой семье» СССР Западной Украины, Бессарабии и Буковины. На историческую тему — поэму «Путивль» — в которой поэт обращается к старокиевскому лирическому сюжету «Плач Ярославны» из «Слово о полку Игореве».
В 1941 году совместно с А. Шияном написал сказку для детей «Ивасик-Телесик» (1941).
Уже в годы войны вышел сборник стихов «Кровь за кровь» (1942), в которую вошли стихотворений «Пощады врагу не будет», «Песня красного воина», «Сила нашего оружия», поэмы «Василий Боженко» и одно из сильнейших стихотворений поэта «Славянская душа золотая».
Переводил на украинский язык стихи А. Пушкина, М. Лермонтова, Н. Некрасова, Ф. Тютчева, С. Есенина, В. Маяковского. Так, в 1937 году перевел поэму Пушкина «Бахчисарайский фонтан», а в 1938 году поэму Лермонтова «Тамбовская казначейша».
После смерти поэта изданы его книги «Избранное» (1956; 1958; 1963; 1976; 1980), «Исповедь» (1968), «Детям» (1970), «Перелистываю страницы» (1972).
Стихотворения поэта включены в трёхтомное (1957, том 3, стр. 325—328) и шеститомное (1985, том 4, стр. 295—300) издания «Анталогия украинской поэзии».